# Палацкий, Франтишек
Франтишек Па́лацкий (чеш. František Palacký; 14 июня 1798, Годславице, Моравия — 26 мая 1876, Прага) — чешский историк и политический деятель, одна из ключевых фигур чешского национального движения. Член-корреспондент Петербургской академии наук. Отец географа Яна Палацкого.

## Деятельность
Часто именуется «отцом чешской историографии». Высшее достижение — «История народа чешского в Чехии и Моравии» в 5 томах (немецкое издание — 1836—1876, чешское издание — 1848—1876). Доведена до 1526 года. Как историограф принадлежал к романтической традиции.
Палацкий был первым заведующим историческим отделом Национального музея (1818—1841), с 1827 года по его инициативе музей начал научные публикации на чешском языке.
Как политик — сторонник и один из творцов концепции австрославизма. Участник революции 1848—1849 годов. В апреле 1848 в открытом письме в адрес подготовительного комитета по созыву Франкфуртского национального собрания, опасаясь включения славянских земель Австрийской империи в объединённое немецкое государство, сформулировал тезис о необходимости сохранить австрийское государство как противовес агрессивным устремлениям Германии и России. Крах планов федералистов и торжество реакции заставили его в 1852 году покинуть политику.
После либеральных послаблений 1860—1861 годов стал пожизненным сенатором и одним из основателей партии старочехов. Квинтэссенцией политической концепции Палацкого стали слова: «Были мы до Австрии, будем и после неё».
В 1866 году был признан Советом Санкт-Петербургского университета доктором русской истории
Участник Славянского съезда в Москве и Санкт-Петербурге 1867 года.
В 1872 году отошёл от политики, уступив роль лидера Чешской национальной партии своему зятю Ф. Л. Ригеру.
Умер в Праге 26 мая 1876 года.

Профессор Палацкий, главный борец за чешскую национальность, — это всего лишь свихнувшийся ученый немец; он даже до сих пор не умеет правильно и без иностранного акцента говорить по-чешски.— Энгельс Ф. [fil.wikireading.ru/33816 VIII Поляки, чехи и немцы] // Революция и контрреволюция в Германии.

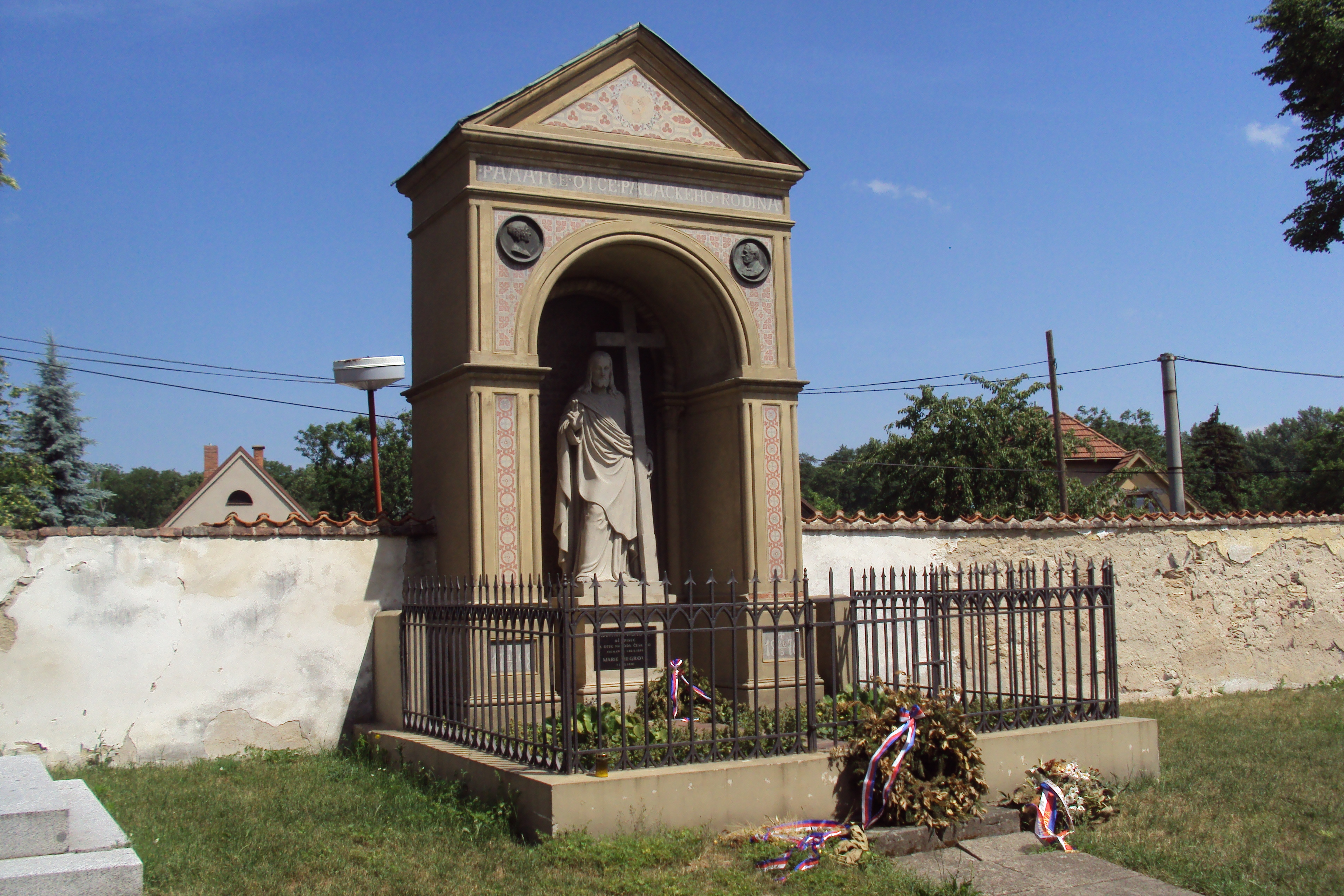
Могила Франтишека и Терезы Палацких в Лобковицах

Имя Палацкого носит университет в городе Оломоуце.
В 1918 году формирующийся пехотный стрелковый полк 3-й дивизии Чехословацких легионов в России был назван «полком Франтишека Палацкого».

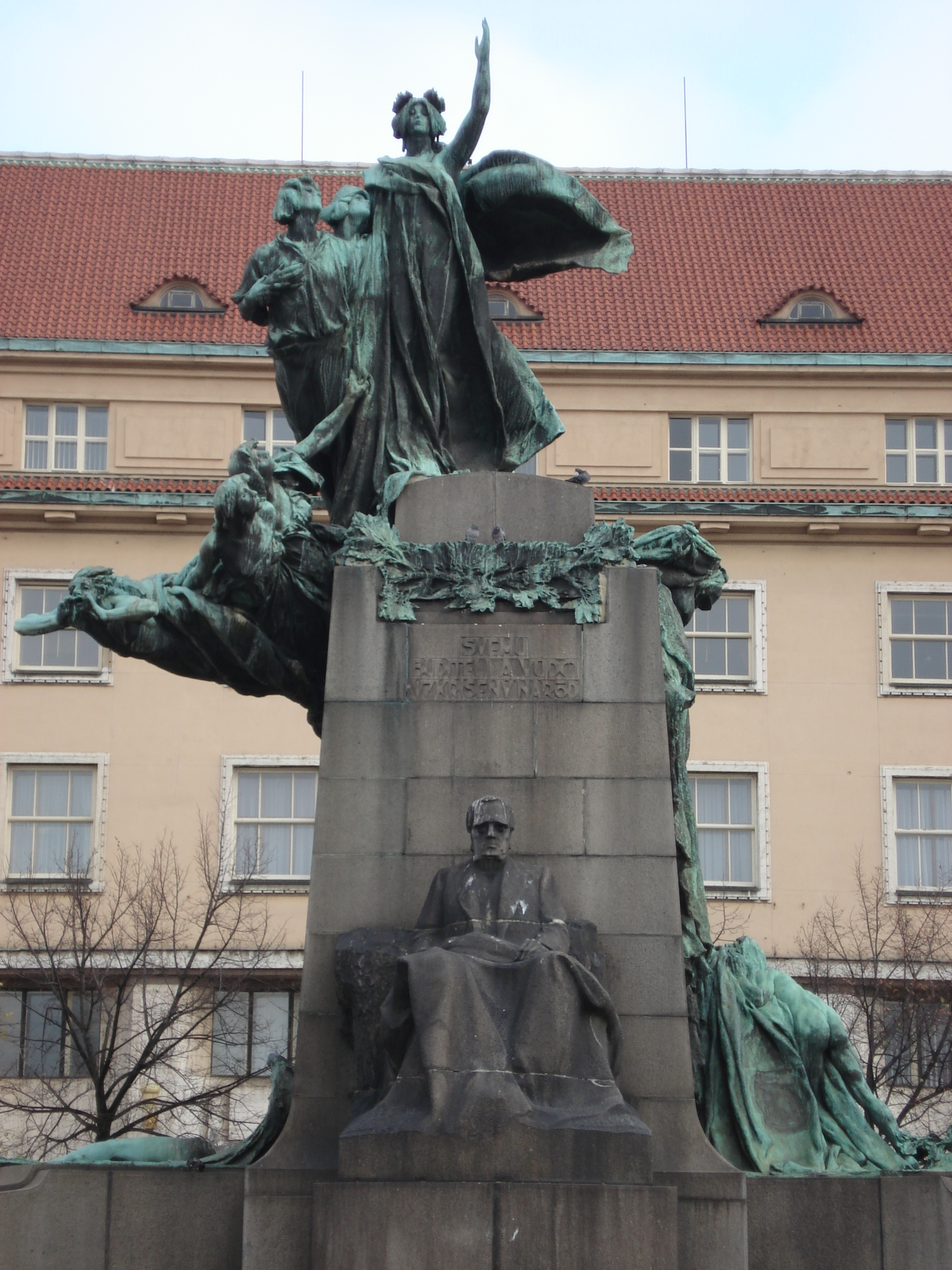
Памятник Ф. Палацкому в Праге на площади Палацкого

В Праге находится площадь, названная в честь Палацкого — Palackého náměstí, на которой установлен памятник Франтишеку Палацкому. Также в историческом районе Праги Нове-Место расположен мост Палацкого соединяющий берега реки Влтава. Портрет Ф. Палацкого изображен на банкноте 1000 чешских крон. Памятник Ф. Палацому установлен в г. Местец-Кралове.

## Брак и дети

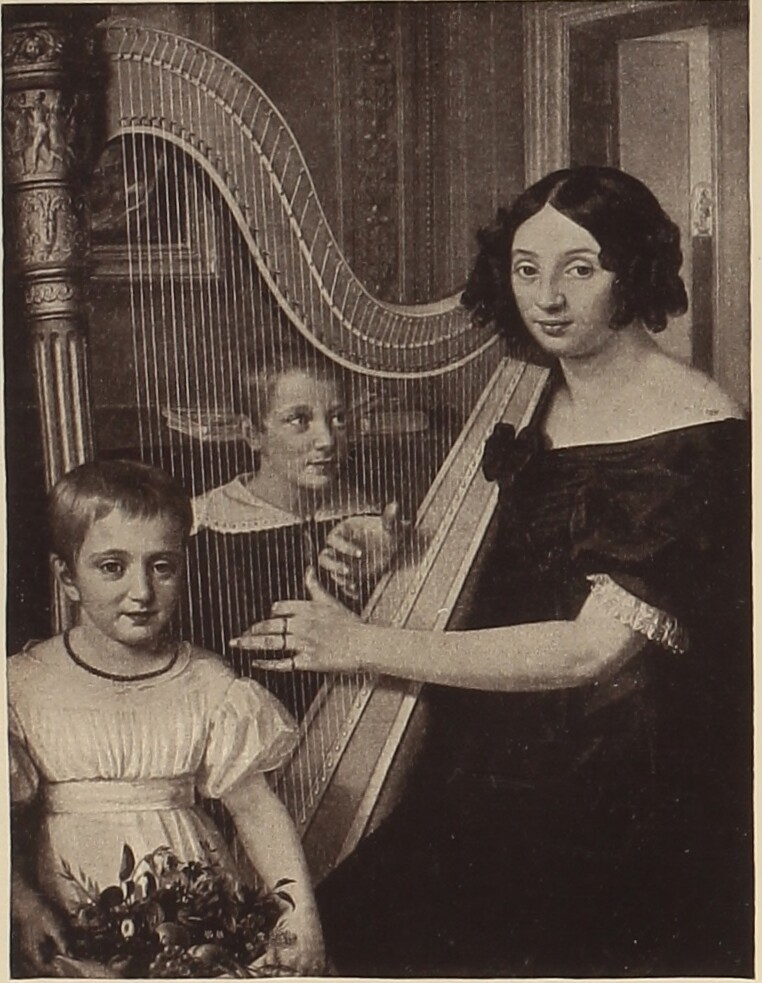
Тереза Палацкая с детьми Яном и Марией, около 1837 г.

Его супруга — Тереза Мехурова. Их дети: 
- Ян Палацкий,
- Мария (1833-1891), в 1853 году вышла замуж за Франтишека Ладислава Ригера, 3 детей.

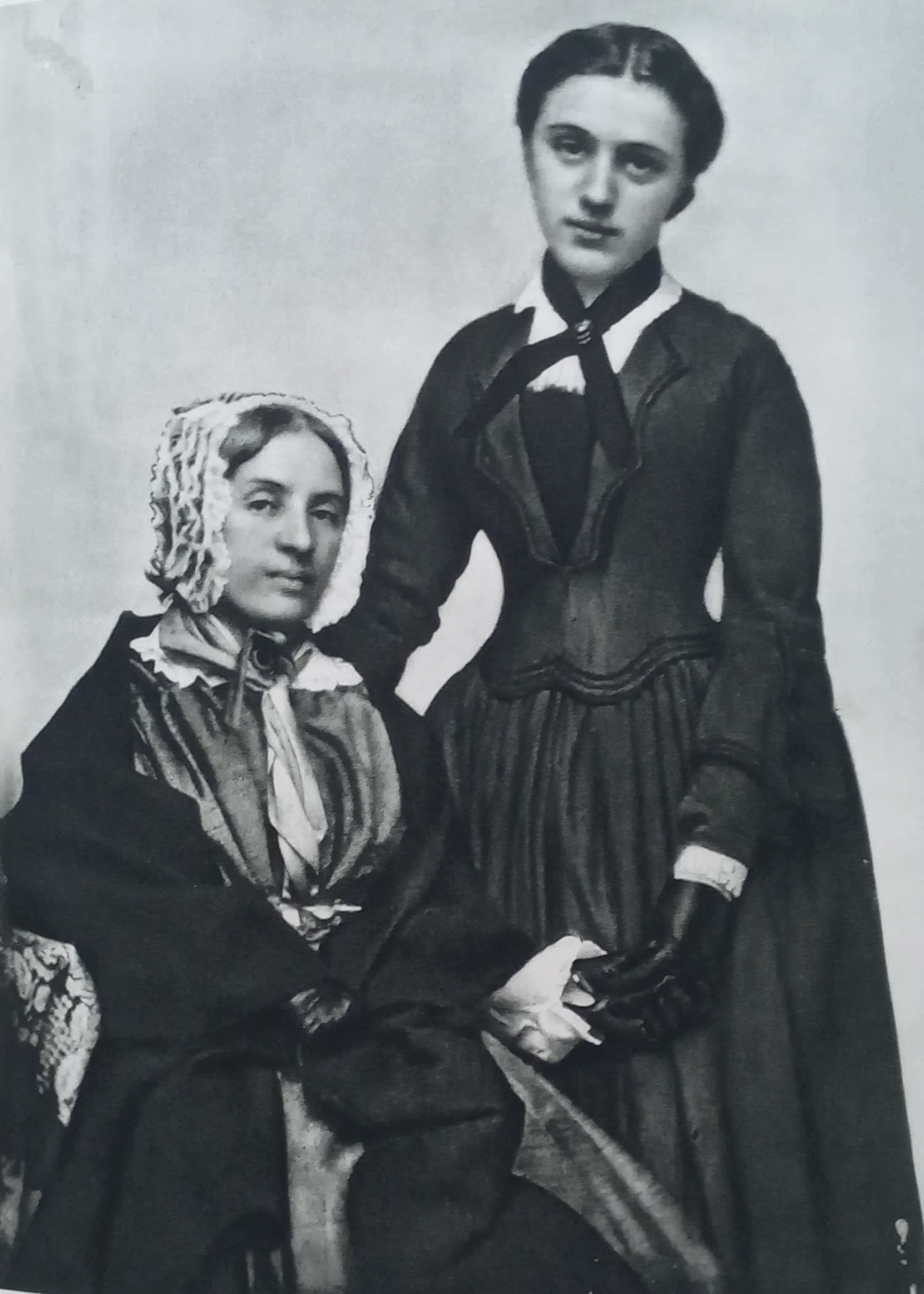
Тереза Палацкая с дочерью Марией, позже Ригер, дагерротип, около 1848 г.

## Сочинения
- Биография Иосифа Добровского — М., 1838. — 70 с.
- О русском князе Ростиславе, отце чешской королевы, Кунгуты, и роде его. — М., 1846. — 17 с.
- Краткий очерк истории чешского народа. — Киев, 1872. — 264 с.